# Chiesa di San Giacomo d'Altopascio
La chiesa di San Giacomo d'Altopascio è un luogo di culto cattolico situato in via Malaspina a Pontremoli, in provincia di Massa-Carrara.

## Storia e descrizione
Ristrutturato nel 1627, già annesso ad un convento di monache agostiniane, l'edificio, chiuso al culto da decenni, è stato riaperto dopo il restauro (1996-1998) che ha interessato sia i dipinti murali ottocenteschi della volta, sia i begli affreschi di Antonio Contestabili che circondano l'altare maggiore, sul quale è posta l'Ascensione di Giuseppe Bottani, sia gli arredi lignei: la cantoria settecentesca e altari laterali seicenteschi corredati di dipinti, uno dei quali incornicia un piccolo affresco quattrocentesco scampato all'incendio del 1495 e al rifacimento del XVII secolo.

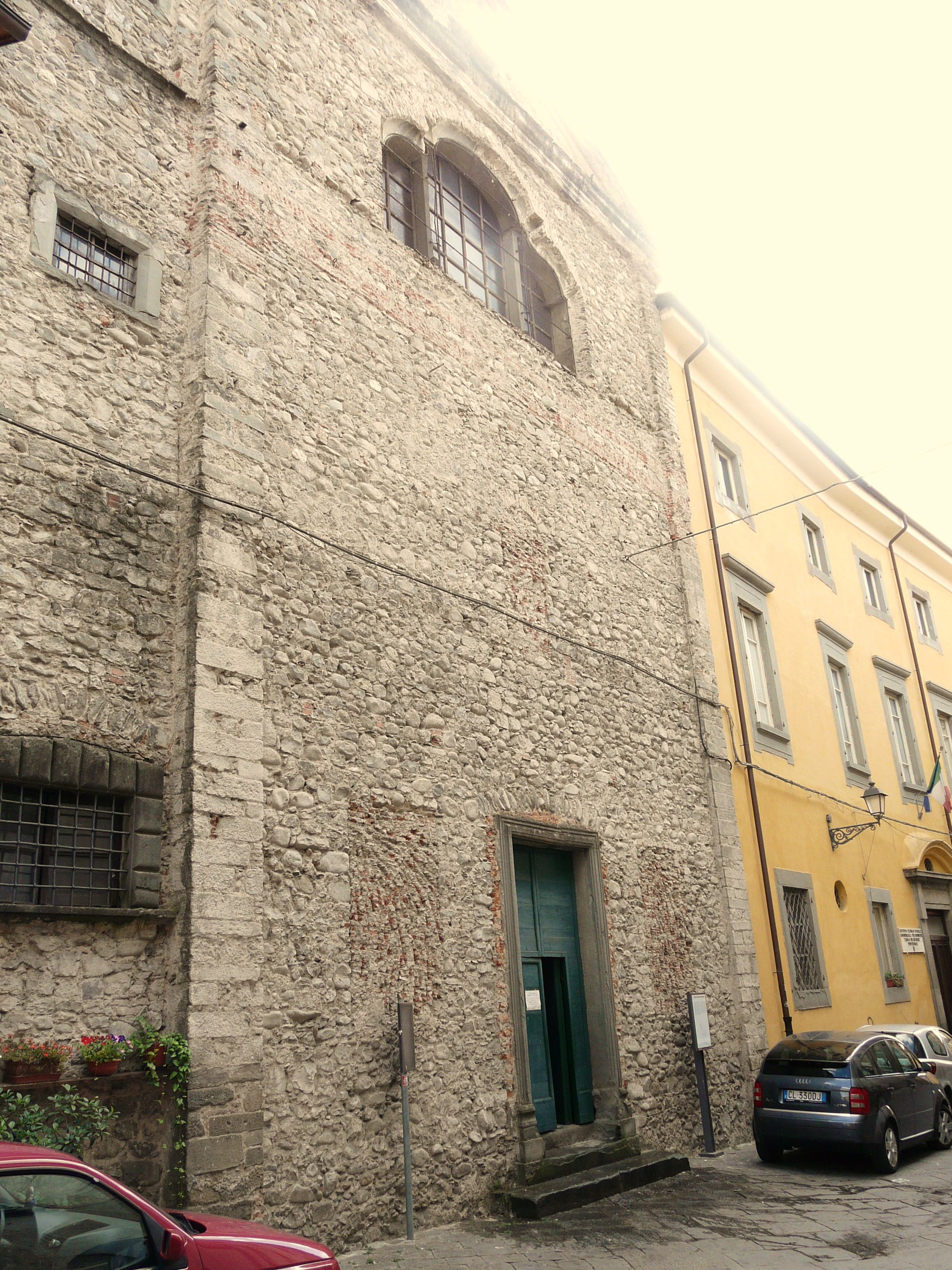
La facciata prima del restauro
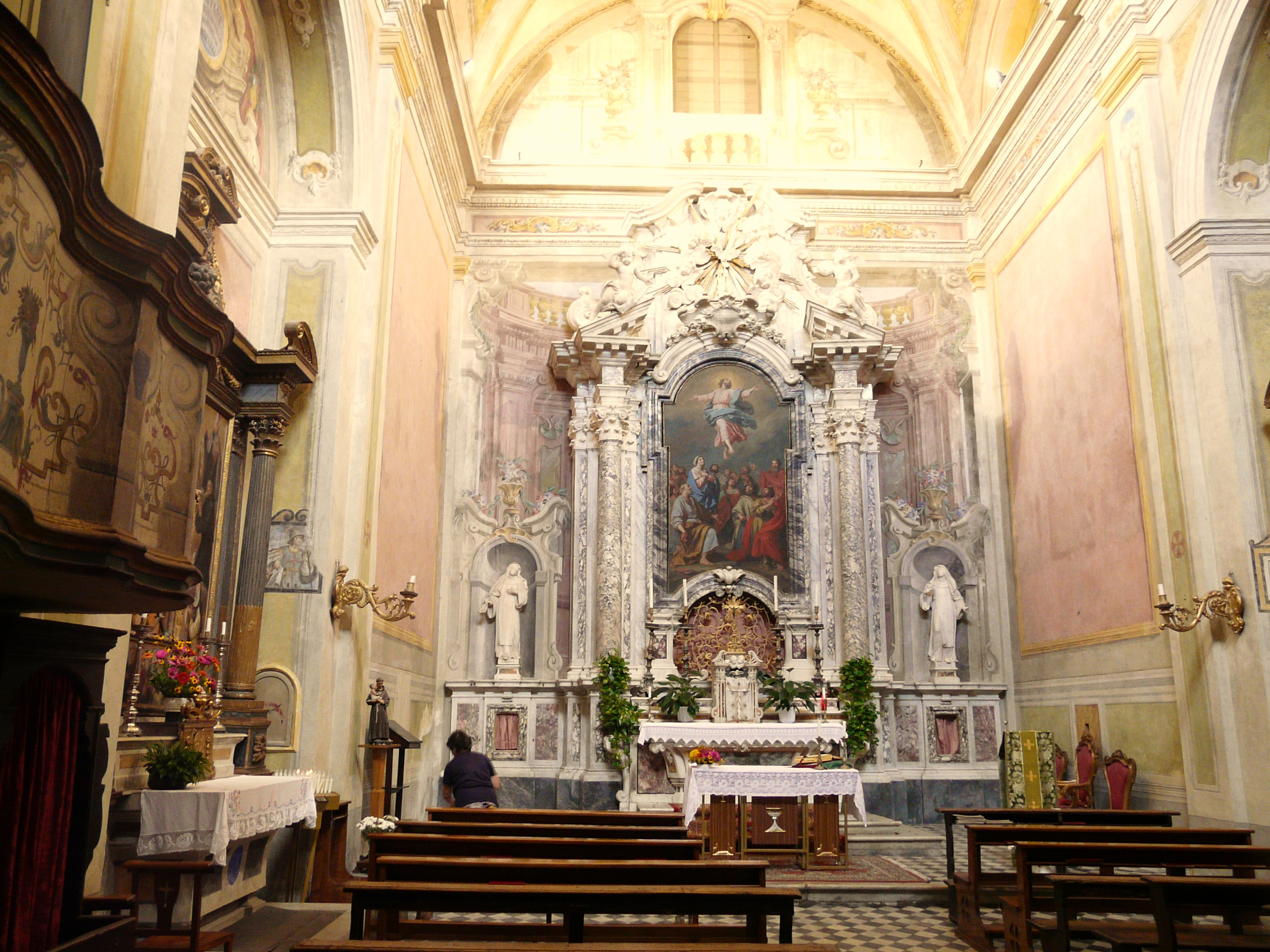
Interno
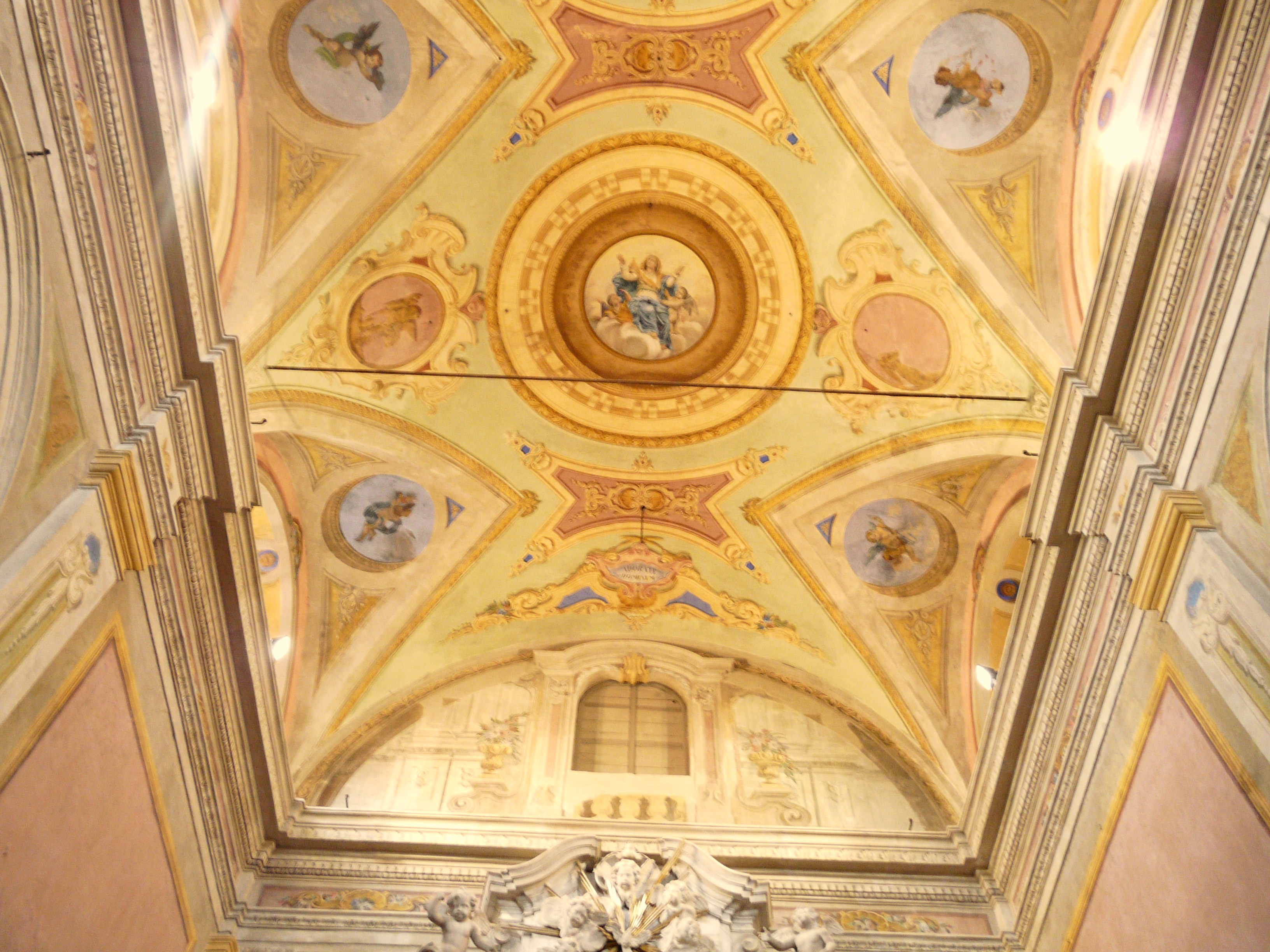
Soffitto affrescato